# Wielkie pytanie o życie, wszechświat i całą resztę
Wielkie pytanie o życie, wszechświat i całą resztę (ang. Ultimate Question of Life, the Universe, and Everything) – jeden z motywów książek Douglasa Adamsa z tzw. trylogii (składającej się w rzeczywistości z pięciu części) – Autostopem przez galaktykę.

## Pytanie i odpowiedź

### Historia pytania

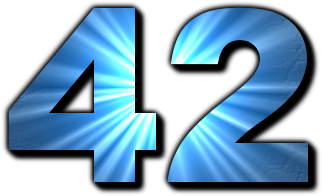
42

„Wielkie pytanie” zostało zadane przez wybitnie inteligentne istoty z innego wymiaru (znane ludziom jako Myszy) wysoce wyrafinowanemu komputerowi Deep Thought (Głęboka myśl), skonstruowanemu wyłącznie na tę okazję. Po siedmiu i pół milionach lat skomplikowanych obliczeń Deep Thought udzielił odpowiedzi, dotyczącej życia, wszechświata i całej reszty.
Brzmiała ona „42”.
Odpowiedź ta oczywiście nie usatysfakcjonowała Myszy. Deep Thought poradził im wtedy, by znalazły Pytanie. Wymagało to skonstruowania kolejnej maszyny, o wiele bardziej skomplikowanej. I tak powstała Ziemia wraz z jej mieszkańcami.
W jednej z kolejnych części serii, „Restauracja na końcu wszechświata”, jeden z bohaterów cyklu, Arthur Dent, odkrywa w końcu „Pytanie o życie, wszechświat i wszystko” brzmi ono:
„Co otrzymasz, gdy pomnożysz sześć przez dziewięć?”
Odpowiedzią jest też 42. Ale w związku z tym, że 6×9=54, okazuje się, że wszechświat jest po prostu nieracjonalny, co potwierdza sam Dent, komentując Wielkie pytanie: „Zawsze wiedziałem, że z tym wszechświatem jest coś całkiem nie w porządku”. Nie ma jednak dowodu, że pytanie znalezione przez Denta jest tym samym, na które odpowiedział Deep Thought. Istnieją sugestie, że obliczenia zostały wykonane w niestandardowym systemie numerycznym (w trzynastkowym systemie liczbowym zapis 42 oznacza rzeczywiście 4×13+2×1=52+2=54).
Istota o imieniu Prak z tomu „Życie, wszechświat i cała reszta”, której przedawkowano serum prawdy (przez co poznała całą prawdę), twierdzi, że w istocie 42 jest odpowiedzią na Pytanie. Jest jednak niemożliwe poznanie, dla tego samego wszechświata, jednocześnie pytania i odpowiedzi, ponieważ gdy to nastąpi, zostanie on zniszczony i zastąpiony czymś jeszcze bardziej nonsensownym i nieracjonalnym. Prak spekuluje, że możliwe, że już to nastąpiło. Podobnym zagadnieniem jest twierdzenie Gödla o niezupełności systemów wystarczająco skomplikowanych.

### Tło filozoficzne
„Wielkie pytanie” jest kpiną z tzw. pytań egzystencjalnych dotyczących tajemnicy bytu. Niemiecki filozof Martin Heidegger zadawał je w wielu swoich dziełach. Nie wahał się on poświęcić części swej kariery na zmaganie się z jedną z możliwych wersji Pytania ostatecznego: „Dlaczego jest raczej coś niż nic?”; „42” jest odpowiedzią w tym kontekście zupełnie satysfakcjonującą.
Douglas Adams wydaje się natomiast sugerować, że nie istnieją wielkie generalne pytania, o treści tak głębokiej, że trudnej do sformułowania. Postawa ta jest bliska filozofii neopozytywistycznej, która odrzuca część problemów metafizycznych jako niemożliwych do sformułowania w terminach niemetaforycznych i przez to nieistniejących. Przed neopozytywistami Ludwig Wittgenstein określił granice naszego świata jako granice naszego języka. Twierdził jednocześnie, że to, czego nie możemy ująć sensownie myślą, nie może też być sensownie wypowiedziane; metoda, którą zalecał filozofom, polegała na tym, by wypowiadać wyłącznie zdania należące do nauk przyrodniczych, a gdy ktoś proponuje tezy metafizyczne, wykazać, że nie nadał faktycznego znaczenia niektórym z używanych przez siebie słów. Douglas Adams prawdopodobnie stosował tę – lub podobną – metodę, w sposób co najmniej równie przekonujący.

### Komentarz Douglasa Adamsa
„Odpowiedź jest bardzo prosta. To był żart. Chodziło o to, by była to jakaś liczba, zwykła, niewielka liczba, i tę właśnie wybrałem. […] Usiadłem przy biurku, pogapiłem się na ogród, pomyślałem «42 będzie w porządku». Wystukałem to na maszynie. Sprawa zakończona”.